# ニューヨーク郡のアメリカ合衆国国家歴史登録財の一覧

ニューヨーク州の中のニューヨーク郡の位置

ニューヨーク郡（マンハッタン区：マンハッタン島、マーブルヒル (en) および近隣の小島）では、およそ565の建物・土地と地区がアメリカ合衆国国家歴史登録財に登録されている。

## エリアごとの一覧
| エリア                     | 画像 | 初登録         | 最新の登録    | 数  |
| -------------------------- | ---- | -------------- | ------------- | --- |
| 14丁目以南 (en)            |      | 1966年10月15日 | 2017年11月9日 | 185 |
| 14丁目以北59丁目以南 (en)  |      | 1966年10月15日 | 2019年5月20日 | 160 |
| 59丁目以北110丁目以南 (en) |      | 1966年10月15日 | 2019年9月3日  | 109 |
| 110丁目以北 (en)           |      | 1966年10月15日 | 2019年8月8日  | 96  |
| 小島 (en)                  |      | 1966年10月15日 | 2017年9月14日 | 15  |